# Henri Vieuxtemps
Henri François Joseph Vieuxtemps [ánri vjétan] (17. únor 1820, Verviers – 6. červen 1881, Mustafa) byl belgický hudební skladatel a houslista. Jako houslový virtuóz ohromoval Evropu již v raném věku. Později však chtěl především skládat, k jeho učitelům skladby v Paříži patřil Čech Anton Rejcha, ve Vídni ho vedl Simon Sechter, žák frymburského regenschoriho a hudebníka Jana Nepomuka Vojtěcha Maxanta, který byl jedním z žáků cítolibské skladatelské školy. Psal zejména houslové koncerty, k nejslavnějším patří jeho Violin Concerto No. 5 (opus 37). V závěru života mu hru na housle znemožnilo ochrnutí pravé ruky. Hrál na slavný nástroj, dnes známý jako "Vieuxtempsovy guarnerky", na který hrála již řada slavných světových houslistů (Yehudi Menuhin, Jicchak Perlman, Pinchas Zukerman). Zemřel v sanatoriu v Alžírsku.